# Guerra do Anel
A Guerra do Anel foi uma guerra fictícia na obra de J.R.R.Tolkien que ocorreu entre os povos livres da Terra-média e Sauron, pelo domínio do Um Anel e do continente. Aconteceu, historicamente, no fim da Terceira Era. Junto com a luta de Frodo para destruir o Anel na Montanha da Perdição, foi o acontecimento mais importante de O Senhor dos Anéis.
A Guerra foi iniciada com Sauron, que ganhava força desde o fim da Segunda Era e procurava avidamente o Um Anel. Durante a Guerra do Anel, muitos milhares de Homens de Rohan e de Gondor foram mortos. O total de mortos é estimado em mais de um milhão. Dezenas de milhares do lado dos Povos Livres e centenas de milhares do lado Negro.
A Guerra também marcou o declínio do poder dos Elfos na Terra-média e a ascensão dos Homens do Oeste, a restauração do Trono de Gondor e Arnor e o início da Quarta Era.
Batalhas foram travadas em Gondor, Rohan, Lórien, Floresta das Trevas, na Montanha Solitária e em Valle. Essas foram inicialmente travadas contra as Forças de Sauron, mas Saruman, um terceiro competidor (que queria usar o Anel para seus próprios propósitos e que pendia mais para Sauron que para os outros), também tinha exércitos, que lutaram nos Vaus do Isen e no Abismo de Helm.
A Guerra acabou definitivamente na Batalha do Beirágua, com a morte de Saruman e Gríma. Elessar, ou Aragorn, foi coroado Rei de Gondor, e perdoou os Homens que tinham lutado por Sauron, promovendo uma renovação na cooperação e comunicação entre os Três Povos Livres da Terra-média.

## O Pós-guerra
O fim do poder de Sauron e de seus servos transformou substancialmente o dia-a-dia da Terra Média, levando a mudanças profundas bem como a restauração de antigas tradições.
A mais considerável delas foi a reunificação dos antigos reinos numenorianos exilados, de Gondor e Arnor. O Rei Aragorn II, ou Elessar, tornou-se o 34º Rei de Gondor e 11º Rei de Arnor, tendo estes títulos reunidos na posição de Alto-rei do Reino Reunificado. Mesmo após o fim de Sauron muito trabalho ainda teve de ser feito, as fronteiras a oriente e ao sul exigiam atenção. Seu reinado representou um renascimento nas tradições e memórias dos homens que por milênios lutaram contra Mordor. Em 120 da Q.E. Aragorn falece e seu filho, Eldarion, assumo o lugar do pai como Alto-Rei. 
Os Elfos finalmente puderam gozar de tempos de paz na Terra Média, ironicamente isso ocorreu no crepúsculo de sua existência nas terras mortais. Muito dos Noldor partiram para Valinor, assim como elfos Sindar que ainda desejam ver e atravessar o Mar. O poder dos três anéis foi desfeito, pois em 3021 da T.E., Elrond, Galadriel e Círdan deixaram a Terra Média, junto com Gandalf, Frodo e Bilbo Bolseiro. Os Elfos remanescentes de Lórien e da Floresta das Trevas expandiram seus reinos. Celeborn expandiu Lórien em direção ao sul e leste, dado-lhe o nome de Lórien Oriental, Thranduil tomou toda a região norte até onde nascem as Florestas, e junto com Celeborn rebatizaram a Floresta das Trevas para Erys Lasgalen, A Floresta das Folhas Verdes.
Os anões após o desaparecimento de Sauron recolonizaram Mória na Quarta Era, mas antes disso, Gimli, flilho de Glóin, organizou uma expedição para as Cavernas Cintilantes próximo ao Abismo de Helm, de onde foi senhor. Dúrin VII, o último, descendente de Thorin III, Elmo-de-pedra, foi o último dos grandes rei anões. E por fim nas eras seguintes o povo pequeno desapareceu.
O Condado curou as feridas e a destruição do período da Guerra do Anel até sua libertação na Batalha de Beirágua. O Rei Elessar doou novas terra para os Condadenses e proibiu a entrada de forasteiros por aquelas terras sem a autorização dos Hobbits. O ano de 3020 da T.E. foi particularmente esplendido para os Hobbits, colheitas, casamentos, nascimentos e a cerveja foram lembrados por gerações e gerações.  

## Inspirações e controvérsias
É sabido pelo próprio autor que de forma simbólica Gondor assemelhava-se ao Império Bizantino em seu momento de decadência. Uma vez que Bizâncio foi último bastião cristão no Oriente e limite entre a cristandade e os povos muçulmanos, da mesma forma que Gondor representava uma fronteira entre os costume do norte e noroeste da Terra Média em contraposição aos costumes dos povos que habitavam Harad, Rhûn, Umbar e Khand por exemplo. Um dos momentos mais importante da obra trata-se da Batalha dos Campos de Pelennor, clímax do enredo, onde a decadente Gondor é sitiada pelas forças de Mordor, que incluía Orientais e Sulistas. Há uma possível ligação ou mesmo influência do Cerco de Constantinopla de 1453 e a Batalha de Viena de 1683 nessa batalha fantástica, com características técnicas e estratégicas muito semelhantes. Constantinopla foi em 1453 cerca por Otomanos que após um mês de sítio conseguiram romper as portões da cidade e principalmente as suas muralhas, tida como intransponíveis, tal fato levou a desorganização da igreja cristã oriental, que já via seu poder sucumbir desde o início das Cruzadas no século XII. Assim como Gondor, que foi salva graças a cavalaria de Rohan, Viena foi socorrida pela cavalaria polonesa em 1683, onde estes venceram as tropas Otomanas que lá novamente atacavam, garantindo na última hora a vitória contra os Otomanos. 
J. R. R. Tolkien sempre negou e até incomodava-se com comparações referentes a Guerra do Anel com os eventos políticos e militares da sua época quando escrevia O Senhor dos Anéis bem como com a posterior publicação. É deixado claro pelo próprio autor no prefácio do O Senhor dos Anéis: A sociedade do Anel que a comparação dos eventos presentes na obra não tinham relação com a Segunda Guerra Mundial ou mesmo o Um Anel ser uma referência ao poder das armas atômicas , também foi percebida uma estranha associação entre Mordor e a extinta União Soviética, uma vez que publicado os livros na década de 1950, quando a Guerra Fria colocou o mundo em uma tensão permanente, muitos erroneamente ou de forma proposital baseando suas afirmações em "interpretações indiretas" ou mesmo em sobreposição de mapas da Terra Média com a Europa via a ligação entre Mordor e o comunismo real soviético. Tal afirmação levou o próprio J. R. R. Tolkien a negar de forma clara e enfurecida em carta essa comparação ou interpretação bastante equivocada.